# کلارا کلقورن هافمن
کلارا کلقورن هافمن (به انگلیسی: CLARA CLEGHORN HOFFMAN)

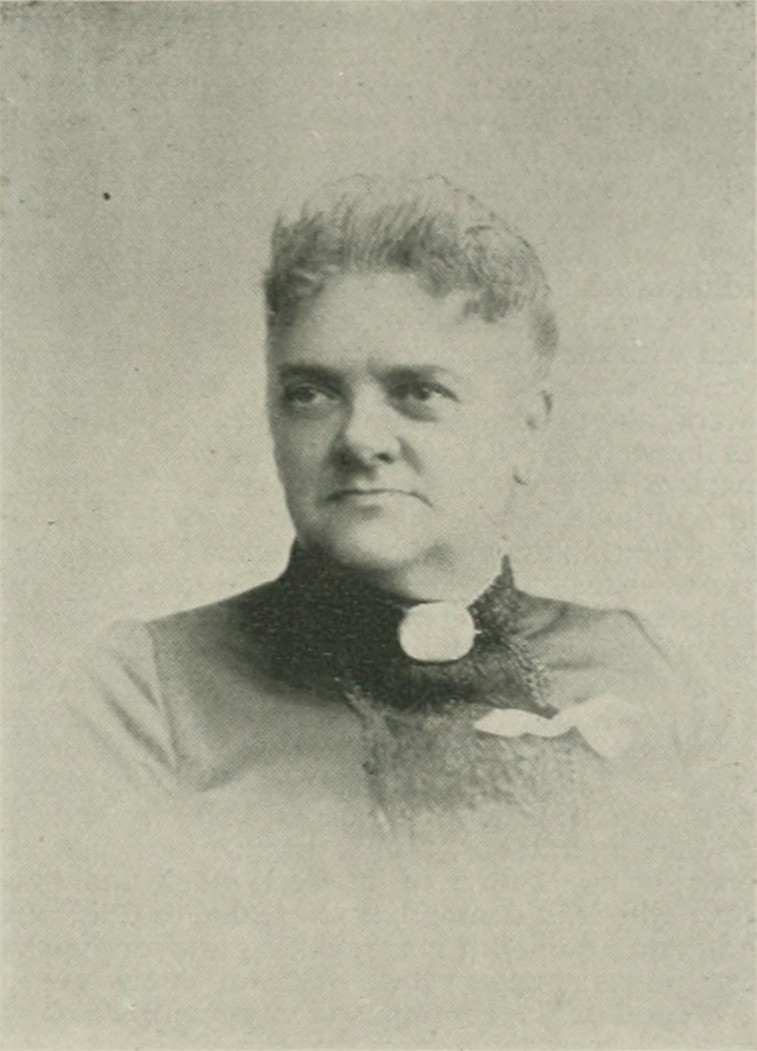
کلارا کلگورن هافمن، "زنی در قرن"

(زاده ۱۸ ژانویه ۱۸۳۱–درگذشته ۱۳ فوریه ۱۹۰۸) یک فعال معتدل آمریکایی بود. 

## سالهای اولیه و تحصیلات
کلارا در ۱۸ ژانویه ۱۸۳۱ در دی کالب، نیویورک متولد شد. وی یازدهمین فرزند خانواده ای بود که سیزده کودک، هفت دختر و شش پسر داشت. او دختر همفری کلیگورن، اسکاتلندی بود.
وی تحصیلات خود را در نیویورک و ماساچوست فرا گرفت. 
هافمن دو پسر داشت.  سد در ۱۳ فوریه ۱۹۰۸ در شهر کانزاس به دلیل بیماری ذات الریه درگذشت. 